# Springer (personaje de Transformers)
Springer es un personaje ficticio de la serie Transformers él es un miembro de los Autobots comandado por Rodimus Prime poco después de la muerte de Optimus Prime, el pertenece al grupo de los Triplechangers.

## Historia
Springer aparece en la película animada por primera vez, destacó por ser el más rápido en tomar las decisiones, además de transformarse en un auto y un helicóptero futurista, destacándolo así como el primer triplechanger de los Autobots Siempre llevaba consigo a su fiel compañera Arcee, y estaba en la ciudad autobot bajo las órdenes de Ultra Magnus, Blurr, Hot Rod y Kup, y sobrevivió al devastador ataque a ciudad Autobot en donde murió Optimus Prime, Wheeljack, Ratchet, Ironhide, Brawn, Prowl y Windcharger, poco después también sobrevivió ante el ataque a Unicron, ya bajo las órdenes de Rodimus Prime, Rodimus Prime en estado agonizante decide darle La Matriz de Liderazgo a Springer, pero luego Rodimus Prime se mejora y Springer no llega a concretar como líder, ya que Rodimus Prime pudo recuperarse ante un ataque de los Decepticons en el planeta Chaar, pero si llega a salvar a Rodimus Prime, lo que hace que Springer sea triturado por una máquina de los Quintessons, y lo darían por muerto, pero gracias a Wreck Gar Springer es rearmado(como sucedió con Ultra Magnus en la película) y devuelto a la vida,, poco se supo después de Springer, realmente no se sabe si murió o si sobrevivió, ya que después se le veía a Arcee y a los demás cada uno por su lado.

## Transformers Animated
Springer fue el mejor estudiante de la academia Ninja Autobot fue entrenado por su maestro Yoketron y miembro del Cuerpo de Cyber-Ninja durante la Gran Guerra. Su experiencia radica en esgrima, y está equipado con un sable de luz.